# ملعب ساينت ماري
ملعب سانت ماري هو ملعب نادي الدوري الممتاز ساوثهامبتون، في مدينة ساوثهامبتون. وهو من فئة 4 نجوم دوري تقييما وبسعة 32,589 هو أكبر ملعب لكرة القدم في جنوب انكلترا، خارج لندن.

## التاريخ
منذ عام 1980، عندما نافس ساوثامبتون بانتظام أفضل الفرق في الدوري الإنكليزي (وخاصة في عام 1984 عندما كانوا وصيف الدوري)، كان هناك حديث عن الانتقال إلى ملعب جديد ليحل محل ديل بسبب قدم الملعب ووجوده في مكان مكتظ مما جعله غير صالح لعمل توسعة كبيرة.
بدأ البناء في ديسمبر 1999 واكتمل في نهاية شهر يوليو 2001، مع العمل على الملعب نفسه وو بلغت تكلفة البنية التحتية ما مجموعه 32 مليون جنيه استرليني.

## السعة
تبلغ سعة الملعب 32,689، بما في ذلك المقاعد المخصصة للإداريين والإعلاميين.
أعلى عدد من المتفرجين كان في مباراة ساوثامبتون وكوفنتري سيتي في 28 أبريل 2012، عندما حضر 32,363 متفرج. وكان الرقم القياسي الأدنى في مباراة ساوثهامبتون مقابل شيفيلد يونايتد، عندما حضر 13,257 متفرج فقط.

## أبرز المباريات
استضاف ملعب سانت ماري مباراة دولية لمنتخب إنجلترا الأول وانتهت بالتعادل 2-2 بين إنجلترا ومقدونيا في أكتوبر 2002. وسجل ديفيد بيكهام وستيفن جيرارد مع منتخب إنجلترا.
كما استضاف الملعب مباريات كرة القدم الأوروبية في سبتمبر 2003، عندما واجه القديسين الجانب الروماني ستيوا بوخارست في الجولة الأولى من كأس الاتحاد الأوروبي. انتهت المباراة بالتعادل 1-1.
استضاف الملعب مباراة إنكلترا تحت 21 عاما في 5 فبراير 2008، عندما لعبت إنجلترامع جمهورية أيرلندا.